# چاشان
چاشان (به لاتین: Chashan) یک شهرک در جمهوری خلق چین است که در دونگوان واقع شده‌است.